# Walang Hanggan
Walang Hanggan (título internacional: My Eternal) es una telenovela filipina producida por Dreamscape y transmitida por ABS-CBN en 2012. Basada en la novela Wuthering Heights de Emily Brontë, está es inspirada en la película filipina Hihintayin Kita sa Langit de 1991.
Protagonizada por Coco Martin, Julia Montes, Dawn Zulueta y Richard Gomez, con las participaciones antagónicas de Helen Gamboa, Paulo Avelino, Joem Bascon y Noni Buencamino. Cuenta además con las actuaciones estelares de Susan Roces, Melissa Ricks y Rita Avila.

## Elenco
- Coco Martin – Emil "Daniel Cruz" Montenegro / Daniel Guidotti
- Julia Montes – Katerina Alcantara
- Dawn Zulueta – Emilia "Emily" Cardenas-Guidotti
- Richard Gomez – Marco Montenegro
- Helen Gamboa – Doña Margaret Cruz-Montenegro
- Susan Roces – Virginia "Manang Henya" Cruz
- Paulo Avelino – Nathaniel "Nathan" Montenegro
- Melissa Ricks – Patricia "Johanna Montenegro" Bonifacio
- Joem Bascon – Tomas Alcantara
- Rita Avila / Eula Valdez – Jane Bonifacio-Montenegro / Jean "Black Lily" Bonifacio
- Nonie Buencamino – Miguel Ramos
- Shamaine Buencamino – Luisa Alcantara
- Richard Yap – Henry de Dios
- Ogie Diaz – Kenneth
- Arlene Muhlach – Perla
- John Medina – James Ocampo
- Eda Nolan – Lorraine Delgado
- Josh Ivan Morales – David Conde
- Eddie Gutiérrez – Joseph Montenegro
- Joel Torre – William Alcantara
- Spanky Manikan† – Hernan Cardenas
- Yogo Singh – Daniel Cruz (niño)
- Dexie Daulat – Katerina Alcantara (niña)
- John Vincent Servilla – Nathan Montenegro (niño)
- Yasmine Andrea – Joanne Montenegro
- Andrei García – Tomas Alcantara (niño)
- EJ Jallorina – Kenneth (joven)
- Sheryl Cruz – Virginia Cruz (joven)
- Ciara Sotto – Margaret Cruz (joven)
- Melissa Mendez – Hilda Cruz
- Mark Gil† – Mr. Cruz
- Froilan Sales – Hugo Rivera
- Lui Manansala – Laarni Peralta
- Nanding Josef – Ernesto
- Emil Sandoval – Allan
- Fred Payawan – Luis Villareal
- Dino Imperial – Jack
- Tricia Santos – compañera de Katerina
- Fretzie Bercede – compañera de Katerina
- Manuel Chua – amigo de Tomas
- RJ Calipus – amigo de Tomas
- Marion de la Cruz – amigo de Tomas
- Andre Tiangco – Atty. Ronald Meneses
- Menggie Cobarrubias – John Bonifacio
- Olive Cruz – Edith Bonifacio
- Wendy Valdez – Marian Jiménez
- William Lorenzo – Homer Reyes
- Ricardo Cepeda – Atty. Pedring Sánchez
- Dante Rivero – Teban
- PJ Endrinal – Joaquin
- Valerie Concepcion – planificador de la boda
- Bryan Termulo – el mismo (cantante de la boda)
- Gary Valenciano – el mismo (cantante de la boda)
- Mon Confiado – Abdon Angeles

## Banda sonora
Walang Hanggan: The Official Soundtrack
1. Hanggang Sa Dulo Ng Walang Hanggan – Gary Valenciano
2. Huwag Ka Lang Mawawala – Bugoy Drilon y Liezel García
3. Hanggang – Angeline Quinto
4. Dadalhin – Bryan Termulo
5. Kailangan Kita – Jovit Baldivino
6. Ikaw Lang Ang Mamahalin – Jed Madela
7. Hanggang Sa Dulo Ng Walang Hanggan (Minus One) – Gary Valenciano
8. Huwag Ka Lang Mawawala (Minus One) – Bugoy Drilon y Liezel García
9. Hanggang (Minus One) – Angeline Quinto
10. Dadalhin (Minus One) – Bryan Termulo
11. Kailangan Kita (Minus One) – Jovit Baldivino
12. Ikaw Lang Ang Mamahalin (Minus One) – Jed Madela

Walang Hanggan: The Official Soundtrack Volume 2
1. Sana Maulit Muli – Aiza Seguerra
2. Iisa Pa Lamang – Erik Santos
3. Kahit Isang Saglit – Juris
4. Gaano Kadalas Ang Minsan – Christian Bautista
5. Pangako – Martin Nievera
6. Hanggang Sa Dulo Ng Walang Hanggan – Nina
7. Sana Maulit Muli (Minus One) – Aiza Seguerra
8. Iisa Pa Lamang (Minus One) – Erik Santos
9. Kahit Isang Saglit (Minus One) – Juris
10. Gaano Kadalas Ang Minsan (Minus One) – Christian Bautista
11. Pangako (Minus One) – Martin Nievera
12. Hanggang Sa Dulo Ng Walang Hanggan (Minus One) – Nina